# Dražen Marović
Dražen Marović (Split, 14 de gener de 1938) és un escaquista, entrenador, periodista i escriptor d'escacs croat (anteriorment iugoslau). Obtingué el títol de Mestre Internacional el 1965, i el de Gran Mestre Internacional el 1975.

## Biografia
Malgrat que va aprendre el joc a l'edat relativament tardana de setze anys, va fer un progrés notable ràpidament, i va ser segon en el Campionat Junior de Iugoslàvia, només dos anys més tard. En vistes d'una professió, va obtenir un grau de Literatura, el qual, combinat amb el seu do per les llengües, li va permetre dedicar-se a l'ensenyament de l'italià, el castellà, i l'anglès.
Juntament amb les consecucions acadèmiques, va aconseguir avenços fins i tot més grans en el seu nivell escaquístic, i les millores es van reflectir en els seus resultats en torneig internacionals; Zagreb 1964 (2n= amb Bruno Parma, per sota de László Szabó), Màlaga 1968 (1r= amb Borislav Ivkov), Zagreb 1971 (1r), Zagreb 1972 (2n= amb Mato Damjanovic i Vlastimil Hort, per sota de Leonid Stein), Virovitica 1978 (1r) i Sainte-Maxime 1982 (1r).
Igualment impressionant fou el seu quart lloc en un fort torneig a Skopje 1970, on va superar, entre d'altres, el llavors número u de Iugoslàvia, Svetozar Gligorić i Iuri Balaixov. Amb aquests èxits internacionals van obtenir el títol de Mestre Internacional el 1965, i el de Gran Mestre Internacional el 1975.
Marovic va representar Iugoslàvia al Campionat d'Europa d'escacs per equips de 1961 a Oberhausen, i va contribuir a la medalla d'argent que va assolir l'equip. Posteriorment fou seleccionat per l'edició d'Hamburg 1965, en què l'equip va assolir el mateix resultat, mentre ell feia un impressionant 70% de puntuació individual. En l'interludi, Marovic fou membre de l'equip de Iugoslàvia als Campionats del Món d'estudiants per equips de 1962, 1963 i 1964, i la seva participació va contribuir a assegurar medalles d'argent de l'equip en dues ocasions.
Des de començaments dels anys 1990 va deixar de jugar a alt nivell, i va triar dedicar molt més del seu temps a la formació, el periodisme i la redacció de llibres escaquístics. Ha entrenat jugadors individuals i equips nacionals, inclòs el de Croàcia. Entre els seus alumnes destacats hi ha Bojan Kurajica, o el Campió del món junior de 1965 Mohamad Al-Modiahki, el primer Gran Mestre d'un país àrab.
Ha fet de comentarista d'esdeveniments escaquístics televisats i fou per un temps l'editor d'una revista escaquística prominent al seu país, Sahovski Glasnik. Però l'àrea en què més ha destacat és en l'escriptura de llibres d'escacs. Durant els 1970s, 80s i 90s va contribuir al boom de llibres de teoria d'obertures, i va escriure textos populars sobre obertures principals, com el gambit de dama i la defensa índia de rei. També va fer alguns llibres de repertori, com un Repertori d'obertures per negres (coeditat amb Bruno Parma) i Un repertori actiu per negres (Batsford, 1991). Des del 2000, ha estat escrivint per Gambit Publications i la seva feina ha canviat direcció, tendint a explicar més profundament les seves experiències com a jugador i entrenador, per enfocar en elements d'estratègia i dinàmica en escacs. Els seus llibres han estat ben rebuts tant pel públic com pels editors.

## Obres recents
- Understanding Pawn Play in Chess (Gambit, 2000)
- Dynamic Pawn Play in Chess (Gambit, 2001)
- Secrets of Positional Chess (Gambit, 2003)
- Secrets of Chess Transformations (Gambit, 2004)